# Max Hansen
Max Hansen   (Mannheim, 22 de desembre de 1897 - Copenhaguen, 12 de novembre de 1961) també conegut com "El Petit Caruso", va ser un cantant, artista de cabaret, actor i humorista danès.

## Biografia
Hansen va néixer Max Josef Haller, com a fill il·legítim de l'actriu danesa Eva Haller i pare jueu, per altres fonts, un oficial suec Schürer von Waldheim. Va créixer amb pares d'acollida a Múnic, on va aparèixer per primera vegada al "Cabaret Simplizissimus" a l'edat de 17 anys. El 1914 es va traslladar a Viena i va aparèixer a diversos teatres més petits com a cantant i humorista.
En 1924, Hansen va crear el paper de tenor del Baró Koloman Zsupán en Gräfin Mariza amb Hubert Marischka al "Theater an der Wien de Viena". Aquesta producció de Emmerich Kálmán es va traslladar al "Metropoltheater" de Berlín després de 900 representacions. A Berlín va fundar el "Kabarett der Komiker" amb Paul Morgan i Kurt Robitschek. Hansen va ser contractat per Max Reinhardt pel seu renaixement d'Offenbach La belle Hélène i per Erik Charell per la seva producció de Lehar de Die lustige Witwe. El major èxit escènic de Hansen va ser crear el paper de Leopold el cambrer de The White Horse Inn, l'opereta musical de Ralph Benatzky, una part que també va emprendre a la pel·lícula muda de Richard Oswald el 1926.
El 1932, Hansen va satiritzar Adolf Hitler com a homosexual amb la seva cançó "War'n Sie schon mal in mich verliebt?" ("Heu estat mai enamorats de mi?"), Cosa que va provocar l'odi amarg dels nazis. Per contra, també va parodiar la soprano d'òpera i opereta Gitta Alpár en una gravació de pel·lícula que data del mateix any. Va tornar a Viena el 1933 i va tornar a treballar al "Theater an der Wien". El 1936 va conèixer Zarah Leander en una gira escandinava i la va contractar com a companya d'escena a Viena. Després que Àustria va ser envaïda per Alemanya el 1938, Hansen va emigrar a Dinamarca, on va fundar el seu propi teatre a Copenhaguen. Richard Tauber havia escrit per a ell una opereta "Franz im Glück", que havia de representar-se al "Theater an der Wien" la temporada 1938/39; però l'Anschluss, el març de 1938, va anul·lar-ho.
El 1951 va tornar a Alemanya i va tornar a tenir èxit cantant el paper de Leopold el cambrer (The White Horse Inn) a Hamburg i al "Theater am Berlin de Nollendorfplatz". El 1953 Hansen es va traslladar de nou a Copenhaguen, on va morir el 1961.
Hansen estava casat amb l'actriu austríaca Lizzi Waldmüller i després de 1939 amb Britta Hansen. Va tenir quatre fills. La seva filla Ann-Mari Max Hansen, nascuda el 1949, i el seu fill Max Hansen Jr., nascut el 1954, són actors.
El 2004, el director alemany Douglas Wolfsperger va retratar Hansen en el seu documental "War'n Sie schon mal in mich verliebt?"